# Schola Gothia
Schola Gothia är en svensk vokalensemble som grundades 1999.

## Historik
Schola Gothia grundades 1999 och består av Ulrike Heider, Christina Kvick, Yvonne Carlsson och Helene Stensgård Larsson.

## Diskografi
- 2002 – Gaude Birgitta (Proprius).[1]

- 2003 – Rubens rosa (Rosarium). Tillsammans med Lisen Rylander, saxofon och Anders Jormin, kontrabas.[2]

- 2007 – Gaudete in Domino (Gothic Records).[3]

- 2011 – The Divine Mystery (Musica Rediviva). Tillsammans med Hanna Wiskari Griffiths på Saxofon.[4]